# Yahoo! ID
Het Yahoo ID is een virtueel account voor alle diensten van de website Yahoo!, vergelijkbaar met het .NET Passport (tegenwoordig Microsoft-account) van Microsoft. Door het Yahoo! ID is het niet langer noodzakelijk om voor elke aparte dienst van Yahoo! een nieuw account te maken.

## Compatibele diensten
Een greep uit de diensten van Yahoo! die compatibel zijn met het Yahoo! ID:
- Yahoo! Mail
- Yahoo! Messenger
- Yahoo! Video
- Yahoo! GeoCities
- Flickr